# Anaximander (månekrater)
Anaximander er et nedslagskrater på Månen, som befinder nær den nordvestlige rand af Månens forside. Det er opkaldt efter den græske filosof Anaximander (ca. 610 f.Kr. – ca. 546 f.Kr).
Navnet blev officielt tildelt af den Internationale Astronomiske Union (IAU) i 1935. 

## Omgivelser
Ved Anaximanders nordlige rand slutter Carpenterkrateret, der er en yngre og bedre defineret dannelse, sig til det. Mod sydøst ligger det meget større J. Herschelkrater, som typemæssigt er en slette med omgivende vægge.

## Karakteristika
Den ydre væg af Anaximander er stærkt nedslidt og eroderet med mange indskæringer og brud. Der er ikke nogen central tpå, men kraterbunden indeholder adskillige småkratere og rigtig mange fordybninger efter små nedslag. Krateret støder sammen med det større krater "Anaximander D" mod syd, og der er en bred åbning i deres fælles rand, hvor de mødes. Mod nordvest er en lav forhøjning i overfladen det eneste, som adskiller Anaximander fra det meget større satellitkrater "Anaximander B".

## Satellitkratere
De kratere, som kaldes satellitter, er små kratere beliggende i eller nær hovedkrateret. Deres dannelse er sædvanligvis sket uafhængigt af dette, men de får samme navn som hovedkrateret med tilføjelse af et stort bogstav. På kort over Månen er det en konvention at identificere dem ved at placere dette bogstav på den side af satellitkraterets midte, som ligger nærmest hovedkrateret. Anaximanderkrateret har følgende satellitkratere:
| Anaximander | Længde  | Bredde  | Diameter |
| ----------- | ------- | ------- | -------- |
| A           | 68,0° N | 50,2° V | 16 km    |
| B           | 67,8° N | 60,7° V | 78 km    |
| D           | 65,4° N | 50,1° V | 92 km    |
| H           | 65,2° N | 40,8° V | 9 km     |
| R           | 66,2° N | 54,9° V | 8 km     |
| S           | 68,3° N | 53,4° V | 7 km     |
| T           | 67,2° N | 52,0° V | 7 km     |
| U           | 64,1° N | 48,3° V | 8 km     |

## Måneatlas
- Billeder af Anaximanderkrateret i LPI-måneatlasset